# La bella addormentata (film 1987)
La bella addormentata (Sleeping Beauty) è un film del 1987 diretto da David Irving e tratto dalla fiaba omonima di Charles Perrault.
Tra gli interpreti figurano Morgan Fairchild, Sylvia Miles e Tahnee Welch.

## Trama
In un regno incantato, un'innocente e graziosa regina scatena suo malgrado l'ira di una fata malvagia, non invitandola al battesimo della figlia appena nata. La fata si vendica gettando sulla bella principessa Rosebud la più terribile delle maledizioni: a sedici anni, la fanciulla, dopo essersi punta il dito con l'ago di un fuso, sarebbe morta. Ma l'intervento provvidenziale di una fata buona attenuò il maleficio: la principessa, invece di morire, sarebbe caduta in un sonno profondo e secolare, da cui sarebbe stata svegliata dal dolce bacio di un principe, cento anni più tardi. Ma prima, il valoroso cavaliere dovrà affrontare l'ira della fata malvagia, pronta a tutto pur di non veder coronato il sogno d'amore dei due giovani…

## Produzione
Le riprese del film, appartenente alla raccolta Cannon Movie Tales, iniziarono nel maggio 1986 nei GG Studios di Tel Aviv, subito dopo la conclusione de Il potere magico. David Irving, regista di entrambi i film, si trovò subito in una brutta situazione quando tutti i costumi delle fate vennero rubati e si dovette provvedere a rimpiazzarli in pochissimo tempo, comprese tutte le nove paia di ali animatroni. Il furto e l'esasperazione per i tempi ristretti, mancando solo sette giorni all'inizio delle riprese, gli fecero dichiarare che fu un «incubo» realizzare La bella addormentata.
A causa dei costi di produzione e del budget limitato, i film della raccolta vennero girati in contemporanea: La bella addormentata venne realizzato insieme ad Hansel e Gretel.

### Cast
Morgan Fairchild, reduce dal successo di serial come Falcon Crest e Dallas, venne scelta per il ruolo della regina. Sylvia Miles e Nicholas Clay, che avevano precedentemente lavorato insieme sul set di Delitto sotto il sole, accettarono rispettivamente i ruoli della fata rossa e del principe azzurro.
Per il ruolo della bella principessa Rosebud venne inizialmente scelta la giovane attrice Page Hannah, licenziata una settimana dopo l'inizio delle riprese e sostituita con Tahnee Welch, figlia della sex-symbol del cinema hollywoodiano Raquel Welch.

## Distribuzione
Dopo l'insuccesso a livello di critica de Il potere magico, i restanti film della serie vennero lanciati direttamente nel mercato home video, senza passare per le sale cinematografiche.
Nel 2005 è stato distribuito in DVD in Australia e Francia, e nell'autunno 2009 anche in Italia, edito da 20th Century Fox. Negli Stati Uniti, dopo anni di attesa, è finalmente uscito nell'ottobre 2010, in un cofanetto con altri tre film della serie.

## Colonna sonora
Segue un elenco dei brani inclusi nel film: 
1. Spin, Spin - Orna Porat
2. Queen's Lament - Anat Ben Yehoshua
3. How Good is It - David Holliday, Anat Ben Yehoshua
4. Life Looks Rosier Today - Linda Lopresti
5. Rip - Julian Chagrin
6. Spinning Song - Sylvia Miles
7. Dare Me - Linda Lopresti
8. All to Sleep - Jane Wiedlin
9. Slumber - Nick Curtis